# Henning von Thadden
Henning von Thadden (Brzeg, 24 settembre 1898 – Vordingborg, 18 maggio 1945) è stato un militare tedesco, che per ultimo ricoprì il grado di tenente generale.
Ha combattuto in entrambe le guerre mondiali e agì come capo di stato maggiore durante diverse campagne nella seconda guerra mondiale.

## Biografia

### I primi anni
Il barone Henning von Thadden nacque a Brzeg, Bassa Slesia, ora in Polonia, dall'ufficiale e comandante del reggimento Wilhelm von Thadden. Dal 1903 al 1915 frequentò le scuole a Świdnica, Francoforte sull'Oder e Magdeburgo. Si laureò all'accademia dei cavalieri di Legnica e poco dopo, nel giugno 1915, si arruolò nell'esercito imperiale tedesco come aspirante ufficiale nel 2º reggimento granatieri della Prussia Occidentale. Lì fu promosso tenente in questa unità e, dal novembre 1915, fu schierato per combattere in Francia.

### La carriera militare
| Grado              | Data                                           |
| ------------------ | ---------------------------------------------- |
| Tenente            | 24 settembre 1915                              |
| Primo sottotenente | 1º aprile 1925                                 |
| Capitano           | 1º giugno 1932                                 |
| Maggiore           | 16 marzo 1936                                  |
| Tenente colonnello | 1º marzo 1939 (con effetto dal 1º aprile 1938) |
| Colonnello         | 1º aprile 1941                                 |
| Maggiore generale  | 1º aprile 1943                                 |
| Tenente generale   | 1º luglio 1944                                 |

Fu ferito nella prima guerra mondiale, ma rimase nel Reichswehr anche dopo la guerra in diversi reggimenti. Nel 1930, fu assegnato allo staff della 4ª divisione del Reichswehr e nel 1934 prestò servizio nello staff del distretto militare VIII a Breslavia.
Durante l'invasione della Polonia, fu ufficiale di servizio del XVII corpo d'armata nel 1939 e in seguito si unì alla battaglia di Francia nel 1940 con questa stessa funzione. Come capo di stato maggiore del XVII corpo d'armata, partecipò alla campagna sovietica nel 1941. Fu capo di stato maggiore della 7ª armata da marzo a luglio 1943.

### L'attentato del 20 luglio 1944
Dal 10 luglio al 31 dicembre 1944, era capo dello stato maggiore del comando militare del distretto I di Königsberg. In tale veste di comandante del distretto militare di Königsberg, si trovava al quartier generale di Adolf Hitler nelle immediate vicinanze il 20 luglio 1944, quando ebbe luogo l'attentato a Hitler da parte del conte Claus Schenk von Stauffenberg. Poco prima, insieme a Stauffenberg e al generale di fanteria Walther Buhle, capo dell'esercito presso l'OKW, aveva avuto una conversazione.

### La morte
Il 27 febbraio 1945, assunse il comando della 1ª divisione di fanteria dal tenente generale Hans Schittnig. Fu gravemente ferito nell'esercizio di questo comando il 16 aprile (altre fonti, 26) 1945 vicino a Primorsk, nella Prussia Orientale. Dopo che fu trasferito a Sassnitz, la sua famiglia ricevette l'ultimo messaggio da lì alla fine di aprile 1945. Infine, trasferito in Danimarca, morì nell'ospedale da campo 187 di Vordingborg il 18 maggio 1945. Secondo altri documenti, morì nell'ospedale da campo 4/608.
Fu sepolto nel cimitero di guerra di Kastrup, sull'isola della Selandia.

## Vita privata
Durante la sua educazione alla scuola di fanteria di Dresda dal 1930 al 1933, sposò a Berlino l'orfana diciottenne Marie-Luise Neutze nel luglio 1931. La coppia ebbe due figli e una figlia.

## Filmografia
- Stauffenberg - Attentato a Hitler, regia di Jo Baier (2004), interpretato da Wilfried Hochholdinger.